# Juegos de paz
Juegos de paz es un término que se utiliza en la pedagogía del juego para caracterizar todos los juegos que no tienen ganadores ni perdedores. Las reglas de estos juegos están orientadas a la cooperación pacífica entre los jugadores y a evitar la agresión y la competición. Un juego característico de los juegos de paz es el Kin-ball.

## Origen
Los juegos de paz son una práctica relativamente nueva en la historia de los juegos. El término genérico apareció por primera vez en la bibliografía sobre el juego de los años 60 y 70 a raíz de las ideas del movimiento por la paz. Los juegos de paz se desarrollaron al mismo tiempo que el movimiento New Games de Estados Unidos que pretendía cambiar la cultura lúdica dominante. Los creadores pretendían establecer un contraste con los juegos de guerra y los juegos deportivos competitivos, que se consideraban sobrerrepresentados y se caracterizaban por una terminología específica. El catálogo de juegos estaba compuesto por formas de juego antiguas y nuevas, las cuales formaron su propio género bajo la idea de paz. Una gran parte del repertorio de juegos surgió a partir de los llamados «pequeños juegos», transmitidos desde la Antigüedad y desde la época de los educadores alemanes GutsMuths y Jahn, y que con las nuevas premisas educativas fueron reanimados y adaptados. Además, después de los New Games americanos surgieron en Alemania otras creaciones de juegos como los llamados Neue Spiele.

## Características
Los juegos de paz tienen una orientación pedagógica y política. Estos juegos perseguían una intención educativa y pretendían influir en la actitud general hacia los juegos en el sentido de la idea de paz. Se trataba de crear una nueva cultura lúdica que estuviera libre de agresiones y combates, fomentando juegos sin ganadores ni perdedores. Estos juegos promovían la diversión en lugar del rendimiento y la cooperación en lugar de la competencia, evitando así la necesidad de un perdedor.
La nueva cultura lúdica se dio a conocer con una avalancha de publicaciones y colecciones de juegos, así como a través de la televisión. Además, se extendió a un amplio público por medio de grandes festivales folclóricos y lúdicos, pero apenas se pone en práctica en el juego libre de los niños. El objetivo principal era acabar con los juegos competitivos y agresivos como los juegos de lucha y guerra y reunir tanto a mayores como a pequeños de todas las clases sociales para que jugaran juntos. Así, esta nueva forma de juego pretendía integrar a los más vulnerables y a los discapacitados, que generalmente se encuentran entre los perdedores y así ayudarles a obtener nuevas perspectivas y a disfrutar del juego más allá de ganar y perder.

## Evaluación
Tras la euforia y el auge de los años 70, la evaluación de la formación humana a través de los juegos de paz ha ido dando paso a la desilusión y al debate crítico. En la pedagogía del juego, los juegos de paz actualmente se encuentran entre las formas de juego más controvertidas por diversas razones. El pensamiento temeroso, el pensamiento deseoso y la realidad del juego son temas controvertidos en la pedagogía del juego, tanto en los juegos de guerra como en los de paz. En su libro Vom Sinn des Spielens [El significado del juego] los autores Siegbert A. Warwitz y Rudolf retoman este diálogo y contrastan los argumentos de los oponentes y los partidarios de los juegos de paz y los someten a una  profunda revisión. En cuanto a los detractores de los juegos de paz, las principales críticas son el escaso compromiso con formas alternativas de juego y el juego contemplativo. Por otro lado, los partidarios critican la instrumentalización del juego, la sobrevaloración de la idea de transferencia de aprendizaje, así como el insuficiente potencial de emoción y la consiguiente baja aceptación por parte de los jugadores. La realidad del juego muestra que (y esto no solo sucede entre los jugadores competitivos) al poco rato aparece el aburrimiento y la demanda de competencia. El psicólogo Frederik Jacobus Johannes Buytendĳk y el profesor Hans Scheuerl ya advirtieron sobre una exagerada funcionalización del juego que perjudicaría el placer de jugar. Sin embargo, no se puede negar que ciertas formas de juego como Erdball [Globo terráqueo], Drachenspiel [Juego del dragón] o el Gordischer Knoten [Nudo gordiano] tienen un efecto de creación de comunidad con un alto nivel de atractivo. Hoy en día, los juegos de paz, en la medida en que se han liberado del sesgo ideológico, son por tanto indispensables en la educación lúdica como alternativas a la orientación competitiva unilateral y como enriquecimiento de las posibilidades de juego.